# Nova Brasilândia
Nova Brasilândia é um município brasileiro do estado de Mato Grosso. Localiza-se no centro-sul mato-grossense, a cerca de 210 km de Cuiabá, a capital do estado. Ocupa uma área de 3 266,215 km², e sua população no censo de 2024 do Instituto Brasileiro de Geografia e Estatística é de 3.853 habitantes, sendo o 119.º município mais populoso do estado.

## História
A origem do município é datada da década de 1960, onde um povoado se originou na fazenda Rancharia, no município de Chapada dos Guimarães. O crescimento desse povoado surtiu efeito na criação do distrito de Paz da Rancharia em 1964. Em 1971, Lindomar Bett, dono da Fazenda Brasil, doou algumas terras para a formação de patrimônio no Vale do Fica-Faca, apelidando-a de Brasilândia, em homenagem a seu empreendimento principal.
Com o crescimento do povoado de Brasilândia, este absorveu o povoado de Paz da Rancharia para a formação do distrito de Brasilândia em 1976. Em 1979, se emancipou de Chapada dos Guimarães pela lei nº 4.149. Devido a existência de cidades homônimas, o nome foi mudado para Nova Brasilândia.
Em 1980, são criados os distritos de Riolândia e Planalto da Serra e anexados a Nova Brasilândia, sendo este último emancipado em 1991 para a formação do município de Planalto da Serra.

## Geografia
Localiza-se a uma latitude 14º57'25" sul e a uma longitude 54º57'56" oeste, esta a uma altitude de 540 metros. Sua população, conforme estimativas do IBGE de 2018, era de 3 805 habitantes.

### Rodovias
- MT-140

## Administração
- Prefeita: Mauriza Augusta de Oliveira (2017 - atualidade) [6]
- Vice-Prefeito: Rosivan Campos (2020 - atualidade)

## Economia
Com grande expectativa de crescimento, a região vive a euforia da descoberta da maior jazida de fosfato do Brasil e uma das maiores do mundo, da exploração das jazidas de calcário, do término do asfalto ligando até Campo Verde e da abertura da Estrada do Progresso que terá o objetivo de interligar a região norte do estado com a BR-163.

## Últimos prefeitos eleitos
| Ano  | Prefeito     | Partido | Votos | %     | Ref    |
| ---- | ------------ | ------- | ----- | ----- | ------ |
| 2004 | Ademar Lagoa | PL      | 1.502 | 48,48 | [ 7 ]  |
| 2008 | Jamar        | PT      | 1.155 | 54,38 | [ 8 ]  |
| 2012 | Jamar        | PT      | 1.553 | 53,63 | [ 9 ]  |
| 2016 | Marilza      | PMDB    | 1.816 | 63,50 | [ 10 ] |
| 2020 | Marilza      | MDB     | 2.097 | 73,63 | [ 11 ] |